# Pebble Islet
Pebble Islet är en ö i territoriet Falklandsöarna (Storbritannien). Den ligger i den nordvästra delen av landet. Arean är 6,2 kvadratkilometer.
Terrängen på Pebble Islet är mycket platt. Öns högsta punkt är 18 meter över havet. Ön sträcker sig 3,2 kilometer i nord-sydlig riktning, och 4,4 kilometer i öst-västlig riktning. På ön finns hed.